# Bešenca
Bešenca (mađ. Besence) je selo na krajnjem jugu Republike Mađarske.
Zauzima površinu od 9,58 km četvornih.

## Zemljopisni položaj
Nalazi se na 45° 54 sjeverne zemljopisne širine i 17° 58' istočne zemljopisne dužine, 11 km sjeverno od Drave i granice s Hrvatskom. 
Podravska Moslavina u RH je 12 km jugoistočno. Ostrovo je 2 km jugozapadno, Nagycsány je 1,8 km južno-jugozapadno, Vajslovo je 3 km jugoistočno, Páprád je 3 km istočno, Bogádmindszent je 5 km istočno-sjeveroistočno, Ózdfalu je 5 km sjeveroistočno, Gilvánfa je 1,5 km sjeverno. Okrag je 6 km sjeverozapadno, a Kákics je 7 km zapadno-sjeverozapadno.

## Upravna organizacija
Upravno pripada Šeljinskoj mikroregiji u Baranjskoj županiji. Poštanski broj je 7838. 

## Promet
Bešenca se nalazi 2 km sjeveroistočno od željezničke prometnice Šeljin-Harkanj.

## Stanovništvo
Bešenca ima 144 stanovnika (2001.). Mađari su većina, a Romi, koji u selu imaju manjinsku samoupravu, čine skoro petinu stanovnika. 43% je rimokatolika, 18% je kalvinista, a vrlo je velik postotak onih koji su se izjasnili da ne pripadaju nijednoj vjeri, njih 19%.

## Vanjske poveznice
- Bešenca na fallingrain.com